# Dennis Oliech
Dennis Oliech (* 2. Februar 1985 in Nairobi) ist ein ehemaliger kenianischer Fußballspieler. Der Stürmer ist mit 34 Treffern aktueller Rekordtorschütze seines Landes.

## Verein
Oliech begann seine Stürmer-Karriere in Nairobi bei Mathare United, dem Profiteam aus dem Slumprojekt Mathare Youth Sports Association. Noch während er bei Mathare United spielte, absolvierte er in der Saison 2002/03 im Alter von 17 Jahren sein erstes Länderspiel für die kenianische A-Nationalmannschaft. 2003 wechselte Oliech nach Katar zu Al Arabi in Doha. Dabei musste sein Verein Mathare United erst vor der FIFA klagen, um Jahre später eine Ablösesumme zugesprochen zu bekommen. In Katar spielte Oliech u. a. mit dem deutschen Mittelfeldspieler Stefan Effenberg und mit Argentiniens Stürmer Gabriel Batistuta zusammen. Bei der Fußball-Afrikameisterschaft 2004 erzielte er Kenias erstes Tor bei einem Afrika-Cup.
Im Januar 2006 wechselte Oliech zum FC Nantes in die französische Ligue 1. Dort erzielte er 2006/07 in 32 Spielen vier Tore. Im Sommer 2007 stieg der FC Nantes in die zweite französische Liga ab. Oliech wurde zunächst an den Erstligaverein AJ Auxerre ausgeliehen und später verkauft. Dort erzielte er 2007/08 in 24 Spielen drei Tore. Von 2013 bis 2015 spielte er dann für AC Ajaccio und kurzzeitig bei al-Ahli Dubai.
Nach einer dreijährigen Pause stand er die Saison 2018/19 bei Gor Mahia FC in Kenia unter Vertrag und gewann erstmals in seiner Laufbahn eine Meisterschaft. Im Anschluss verkündete Oliech dann das Ende seiner aktiven Karriere.

## Nationalmannschaft
Zwischen 2002 und 2015 spielte der Stürmer insgesamt 70 Mal (plus ein inoffizielles Länderspiel) für die A-Nationalmannschaft Kenias und erzielte dabei 34 Treffer. Sein ein Jahr jüngerer Bruder Kévin Oliech war ebenfalls für die Auswahl nominiert und betritt sechs Länderspiele.

## Erfolge
- Kenianischer Meister: 2019